# Vrachtwagenchauffeur

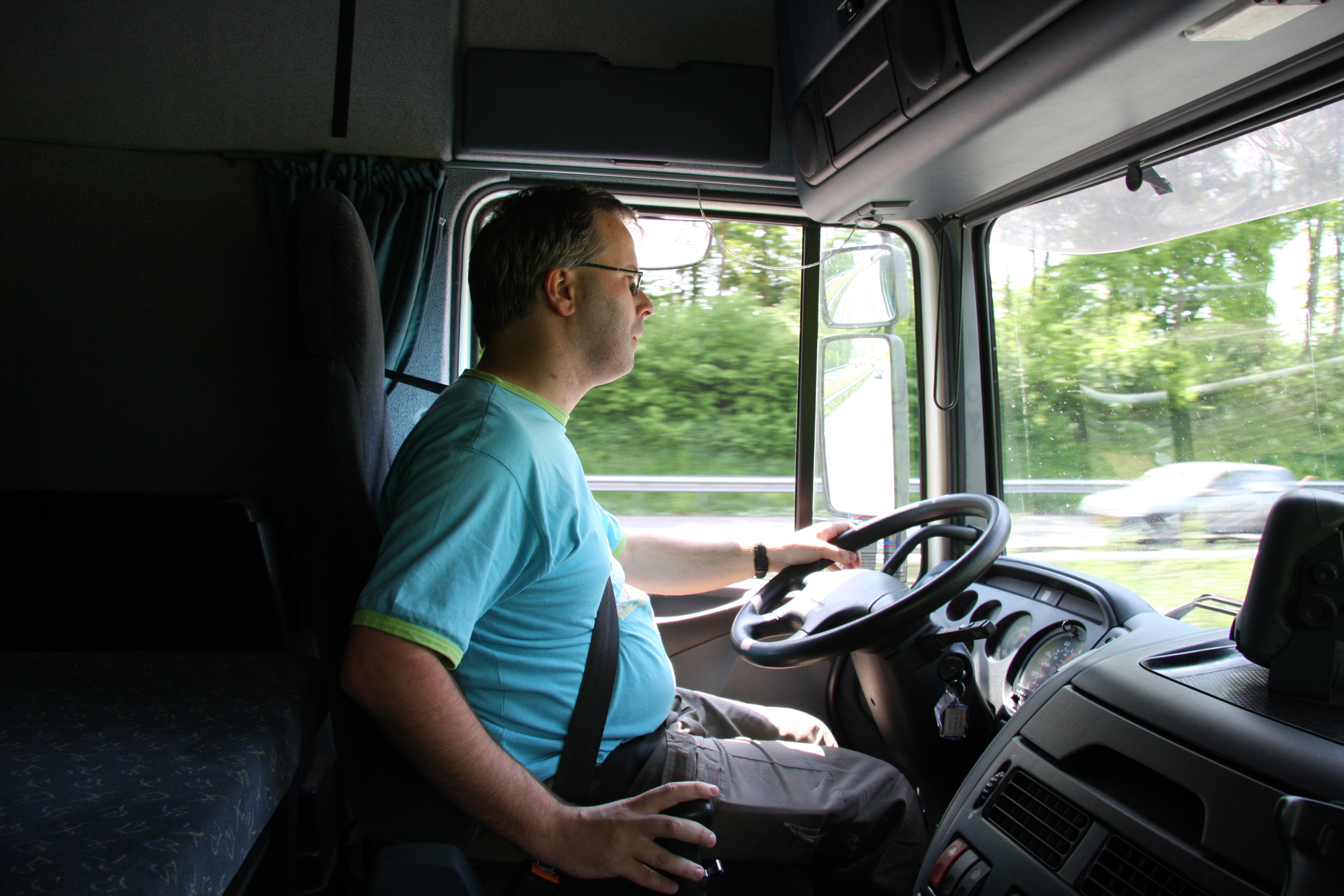
Vrachtwagenchauffeur in de cabine van een DAF.

Een vrachtwagenchauffeur is een bestuurder van een vrachtauto. Om een vrachtauto te mogen besturen is rijbewijs C vereist. Dit rijbewijs wordt echter vaak aangevuld met rijbewijs E om te mogen rijden met een combinatie van een trekker en een trailer of een motorwagen met schamel- of middenasaanhangwagen.

## Code 95
In Nederland is het bezit van een chauffeursdiploma vereist om een voertuig met een massa hoger dan van 7500 kg te mogen besturen. Indien men is geboren voor 1 juli 1955 vervalt die eis. In de nieuwe rijopleidingen tot vrachtwagenchauffeur mag iemand alleen nog afrijden als hij in bezit is van een chauffeursdiploma. Sinds 2008 is het chauffeursdiploma vervangen door een code op het rijbewijs, code 95. Dit is in de gehele Europese Unie verplicht gesteld voor ieder die een vrachtwagen wil besturen voor goederenvervoer van derden tegen vergoeding, c.q. beroepsgoederenvervoer. Chauffeurs die een vrachtwagen besturen voor eigen vervoer, oftewel niet voor derden tegen vergoeding, mogen deze besturen zonder code 95. Sinds 10 september 2008 is voor elke vrachtwagenchauffeur in de Europese Unie die beroepsmatig het voertuig bestuurt dezelfde eis gesteld, zij zijn verplicht om theoretische en praktische examens te behalen. In Nederland worden deze bij het CBR afgelegd. De inhoud van de examens is vrijwel in alle landen van de EU hetzelfde, dit heeft de EU gedaan om ervaringsverschillen tussen vrachtwagenchauffeurs binnen de EU te minimaliseren. Zij hopen hierdoor op minder ongevallen, en een verlaging van de CO2 uitstoot voor een beter leefbaar Europa. 
De code 95 is net als het rijbewijs zelf 5 jaar geldig. Dit verschilt met een normaal B rijbewijs, dat 10 jaar geldig is. Een chauffeur moet binnen die 5 jaar minimaal 35 uur nascholing hebben gevolgd, waarvan 7 uur praktijk. Het behalen van een ADR-certificaat wordt ook gezien als nascholing. Voorbeelden van nascholing zijn: Heftruckcertificaat, Tachograaf, Het Nieuwe Rijden (Zuinig rijden), Behaviour Based Safety (Veilig & Zuinig rijden), LZV (Lange, zware voertuigen). Er is een groot aanbod aan nascholingscursussen. Meestal vergoedt het bedrijf waar de beroepschauffeur werkzaam is de kosten voor de nascholing.

## Rijtijdenwet
Elke beroepschauffeur, dus ook van touringcars en taxi's, is verplicht om zich te houden aan de rust- en rijtijdenwet. Deze is door de Europese Unie vastgesteld in de VERORDENING (EG) nr. 561/2006. Deze regels zijn er niet alleen voor de veiligheid van de chauffeur en zijn medeweggebruikers, maar ook om concurrentie tussen Europese (vervoers)bedrijven gelijk te trekken. Chauffeurs die in overtreding zijn van de rust- en rijtijdenwet riskeren tevens niet alleen een boete, maar ook zijn of haar werkgever is hiervoor verantwoordelijk en riskeert een fikse boete. Afhankelijk van de ernst van de zaak, kan hier zelfs een gevangenisstraf voor worden opgelegd door een rechter aangezien bij overtreding van de EG Verordening ook sprake is van een economisch delict. De chauffeur mag op een dag:
- 9 uur rijden, 2x per week 10 uur.
- 4½ uur ononderbroken rijden. Daarna moet er een pauze worden gehouden van 45 minuten. Deze mag opgesplitst worden in twee delen: 1x 15 min en 1x 30 min. Alleen in die volgorde is de pauze geldig. Wordt er in eerste instantie een pauze van 30 minuten gehouden, dan telt deze als 15 minuten. Als de chauffeur daarna 15 minuten pauze houdt heeft hij totaal 30 minuten pauze genoten, waarvan er maar 15 geregistreerd zijn. De chauffeur zal dus een halfuur moeten rusten om aan zijn 45 minuten rust te komen.
- Per week maximaal 56 uur rijden, met een maximum van 90 uur per 2 weken.
- Om een nieuwe week te starten, moet de chauffeur minimaal 45 uur rust hebben gehad (wekelijkse rust). Echter registreert de tachograaf al een nieuwe week wanneer er minimaal 24 uur rust is genoten, de overige 21 uur moet vóór de derde daaropvolgende week gecompenseerd zijn. Dit moet in één keer, volgend op een dagelijkse óf wekelijkse rust. Deze mag dan niet verkort worden.
- Per dag (dagelijkse rust) moet een chauffeur minimaal 11 uur rusten.
- De dagelijkse rust mag 3x per week verkort worden van 11 naar minimaal 9 uur. Deze hoeft niet gecompenseerd te worden.

## Opleiding tot vrachtwagenchauffeur
In België bestaat er een opleiding in het BSO onder de noemer "vrachtwagenchauffeur". Deze richting kan men volgen in het vijfde en zesde middelbaar. Er is ook een optie voor een specialisatiejaar bijzonder transport. Net als in andere BSO-richtingen ligt de nadruk op het opdoen van praktijkervaring met als doel later vrachtwagenchauffeur te worden.
Een overzicht van scholen die deze richting aanbieden:
- TechnOV Vilvoorde (Vilvoorde)
- Truckers University Antwerp (Antwerpen)
- KTA Mobi (Gent)
- CVO Panta Rhei (Gent)
- VTI Zeebrugge (Zeebrugge)
- Qrios campus VLL (Genk)
- Atlas College Genk (Genk)
- Gulden Sporen College (Kortrijk)
- CVO Focus (Temse)
- CVO Crescendo (Mechelen)

Men kan ook vrachtwagenchauffeur worden via de VDAB.